# 杜溷罗
杜溷罗（？—？），姓不详，杜氏，名溷罗，曾为晋国韩厥的御戎。
前575年六月二十九日，晋楚在鄢陵交战，晋国的下军将韩厥追赶郑成公，他的御戎杜溷罗说：“是否赶快追上去？那个御戎屡次回头看，注意力不在马上，我们可以赶上。”韩厥说：“我不能再次羞辱一国之君了。”于是便停止追赶。